# Finale de la Coupe des clubs champions européens 1958-1959
La finale de la Coupe des clubs champions européens 1958-1959 est la quatrième finale de la Coupe des clubs champions européens. Elle oppose le club espagnol du Real Madrid CF au club français du Stade de Reims ; il s'agit de la deuxième opposition de ces deux clubs en finale de cette compétition.
La rencontre se déroule le 3 juin 1959 au Neckarstadion de Stuttgart devant 80 000 spectateurs. Le Real Madrid l'emporte sur le score de 2-0, remportant ainsi sa quatrième Coupe des champions consécutive. Raymond Kopa à cette occasion joue cette finale contre son ancien club, avec lequel il avait échoué en finale en 1956. Il sera d'ailleurs contraint de laisser ses partenaires en infériorité numérique en seconde période à cause d'une blessure au genou.
Ferenc Puskas est également absent côté madrilène.

## Parcours des finalistes
Note : dans les résultats ci-dessous, le score du finaliste est toujours donné en premier (D : domicile ; E : extérieur).
| Real Madrid                         | Real Madrid                         | Real Madrid                         | Real Madrid                         | Real Madrid                         |                     | Stade de Reims    | Stade de Reims | Stade de Reims | Stade de Reims |
| ----------------------------------- | ----------------------------------- | ----------------------------------- | ----------------------------------- | ----------------------------------- | ------------------- | ----------------- | -------------- | -------------- | -------------- |
| Adversaire                          | Total                               | Aller                               | Retour                              | Appui                               | Tour                | Adversaire        | Total          | Aller          | Retour         |
| Exempté en tant que tenant du titre | Exempté en tant que tenant du titre | Exempté en tant que tenant du titre | Exempté en tant que tenant du titre | Exempté en tant que tenant du titre | Préliminaire        | Ards FC           | 10 - 3         | 4 - 1 (E)      | 6 - 2 (D)      |
| Beşiktaş                            | 3 - 1                               | 2 - 0 (D)                           | 1 - 1 (E)                           |                                     | Huitièmes de finale | HPS Helsinki      | 7 - 0          | 4 - 0 (D)      | 3 - 0 (E)      |
| Wiener Sport-Club                   | 7 - 1                               | 0 - 0 (E)                           | 7 - 1 (D)                           |                                     | Quarts de finale    | Standard de Liège | 3 - 2          | 0 - 2 (E)      | 3 - 0 (D)      |
| Atlético Madrid                     | 4 - 3                               | 2 - 1 (D)                           | 0 - 1 (E)                           | 2 - 1                               | Demi-finales        | Young Boys        | 3 - 1          | 0 - 1 (D)      | 3 - 0 (E)      |

## Feuille de match
| 3 juin 1959 | Real Madrid                 | 2 – 0 | Stade de Reims | Neckarstadion, Stuttgart                      |                                               |
| 19 h 00 CET | Mateos 1re · Di Stéfano 47e |       |                | Spectateurs : 80 000 Arbitrage : Albert Dusch | Spectateurs : 80 000 Arbitrage : Albert Dusch |
| 19 h 00 CET | Rapport                     |       |                | Spectateurs : 80 000 Arbitrage : Albert Dusch | Spectateurs : 80 000 Arbitrage : Albert Dusch |

| Real Madrid | Stade de Reims |

| G              | 1  | Rogelio Domínguez  |
| D              | 2  | Marquitos          |
| D              | 3  | José Santamaría    |
| D              | 4  | José María Zárraga |
| M              | 5  | Juan Santisteban   |
| M              | 6  | Antonio Ruiz       |
| A              | 7  | Raymond Kopa       |
| A              | 8  | Enrique Mateos     |
| A              | 9  | Alfredo Di Stéfano |
| A              | 10 | Héctor Rial        |
| A              | 11 | Francisco Gento    |
| Entraîneur :   |    |                    |
| Luis Carniglia |    |                    |

| G              | 1  | Dominique Colonna |
| D              | 2  | Bruno Rodzik      |
| D              | 3  | Robert Jonquet    |
| D              | 4  | Raoul Giraudo     |
| M              | 5  | Armand Penverne   |
| M              | 6  | Michel Leblond    |
| A              | 7  | Robert Lamartine  |
| A              | 8  | René Bliard       |
| A              | 9  | Just Fontaine     |
| A              | 10 | Roger Piantoni    |
| A              | 11 | Jean Vincent      |
| Entraîneur :   |    |                   |
| Albert Batteux |    |                   |